# Lista de vereadores de Magé
Esta é a lista de vereadores de Magé, município brasileiro do estado do Rio de Janeiro.
A Câmara municipal de Magé é formada por dezessete representantes.

## Legislatura de 2021–2024
Estes são os vereadores eleitos nas eleições de 15 de novembro de 2020, pelo período de 1° de janeiro de 2021 a 31 de dezembro de 2024:
| Mesa Diretora (2021-2022)             |                       |                        |                           |
| Nome                                  | Início do mandato     | Fim do mandato         | Cargo                     |
| Leonardo Franco Pereira (Cid.)        | 1º de janeiro de 2021 | 31 de dezembro de 2022 | Presidente da Câmara      |
| Felipe Alves Pires (PTB)              | 1º de janeiro de 2021 | 31 de dezembro de 2022 | Vice-presidente da Câmara |
| Werner Benites S. da Fonseca (AVANTE) | 1º de janeiro de 2021 | 31 de dezembro de 2022 | 1º Secretário             |
| Elenilson Medeiros Batista (Rep.)     | 1º de janeiro de 2021 | 31 de dezembro de 2022 | 2º Secretário             |

|    | Nome                                                                           | Partido                                        | Votos | %    | Observações |
| -- | ------------------------------------------------------------------------------ | ---------------------------------------------- | ----- | ---- | ----------- |
| 1  | Valdeck Ferreira de Mattos da Silva (São Gonçalo, 08.04.1974–)                 | Progressistas (PP)                             | 4.672 | 3,35 | 1º mandato  |
| 2  | Leonardo Franco Pereira, Léo da Vila (2021-2022) (Rio de Janeiro, 08.11.1975–) | CIDADANIA                                      | 2.660 | 1,91 | 3º mandato  |
| 3  | Felipe Alves Pires, Felipe da Gráfica (Duque de Caxias, 01.09.1981–)           | Partido Trabalhista Brasileiro (PTB)           | 2.597 | 1,86 | 2º mandato  |
| 4  | Silmar Braga de Souza (Magé, 08.04.1974–)                                      | Partido Liberal (PL)                           | 2.464 | 1,76 | 3º mandato  |
| 5  | Junimar Salvador Borges (Belo Horizonte, 11.03.1982–)                          | Partido Social Cristão (PSC)                   | 2.452 | 1,76 | 1º mandato  |
| 6  | Igor Fabiano da Silva Athayde (Rio de Janeiro, 27.09.1979–)                    | Partido da Social Democracia Brasileira (PSDB) | 2.350 | 1,68 | 2º mandato  |
| 7  | Paulo Roberto Portugal (Magé, 15.05.1959–)                                     | Partido Liberal (PL)                           | 2.300 | 1,65 | 3º mandato  |
| 8  | Leandro Hassen Dam Rodrigues (Magé, 15.05.1977–)                               | Democratas (DEM)                               | 2.228 | 1,60 | 3º mandato  |
| 9  | Joelson Alves de Souza, Joelson do Saco (Magé, 19.10.1971–)                    | CIDADANIA                                      | 1.975 | 1,41 | 3º mandato  |
| 10 | Elenilson Medeiros Batista, Pará de Mauá (João Pessoa, 02.09.1976–)            | REPUBLICANOS                                   | 1.736 | 1,24 | 1º mandato  |
| 11 | Arthur Antônio Silveira Cozzolino (Magé, 30.08.1994–)                          | Progressistas (PP)                             | 1.652 | 1,18 | 1º mandato  |
| 12 | Marcos Vinícius Santos Silva, Vinícius Nina (Rio de Janeiro, 07.10.1980–)      | Partido Social Cristão (PSC)                   | 1.570 | 1,12 | 1º mandato  |
| 13 | Álvaro Alencar de Oliveira Rodrigues (Magé, 01.01.1982–)                       | Partido dos Trabalhadores (PT)                 | 1.527 | 1,09 | 2º mandato  |
| 14 | Werner Benites Saraiva da Fonseca (Rio de Janeiro, 08.07.1974–)                | AVANTE                                         | 1.498 | 1,07 | 2º mandato  |
| 15 | Leonardo Freitas Bittencourt, Léo Freitas (Petrópolis, 14.07.1979–)            | Partido Social Liberal (PSL)                   | 1.425 | 1,02 | 1º mandato  |
| 16 | Fernando Vieira Veiga, Fernando do Salão (Duque de Caxias, 04.01.1980–)        | Democracia Cristã (DC)                         | 1.251 | 0,90 | 1º mandato  |
| 17 | Marcos André da Silva, Tita (Rio de Janeiro, 25.01.1979–)                      | Podemos (PODE)                                 | 1.019 | 0,73 | 1º mandato  |

## Legislatura de 2017–2020
Estes são os vereadores eleitos nas eleições de 2 de outubro de 2016, pelo período de 1° de janeiro de 2017 a 31 de dezembro de 2020:
|    | Nome                                                                  | Partido                                            | Votos | %    | Observações                                                            |
| -- | --------------------------------------------------------------------- | -------------------------------------------------- | ----- | ---- | ---------------------------------------------------------------------- |
| 1  | Pedro Rogério Dutra do Vale (2017-2020) (Rio de Janeiro, 30.06.1962–) | Partido do Movimento Democrático Brasileiro (PMDB) | 3.459 | 2,62 | 2º mandato                                                             |
| 2  | Silmar Braga de Souza (Magé, 08.04.1974–)                             | Partido do Movimento Democrático Brasileiro (PMDB) | 2.919 | 2,21 | 2º mandato                                                             |
| 3  | Paulo Roberto Portugal (Magé, 15.05.1959–)                            | Partido Social Democrático (PSD)                   | 2.603 | 1,97 | 2º mandato                                                             |
| 4  | Joelson Alves de Souza, Joelson do Saco (Magé, 19.10.1971–)           | Partido Popular Socialista (PPS)                   | 2.328 | 1,76 | 2º mandato                                                             |
| 5  | Leandro Hassen Dam Rodrigues (Magé, 15.05.1977–)                      | Partido do Movimento Democrático Brasileiro (PMDB) | 2.214 | 1,68 | 2º mandato                                                             |
| 6  | Leonardo Franco Pereira, Léo da Vila (Magé, 08.11.1975–)              | Partido Humanista da Solidariedade (PHS)           | 2.198 | 1,66 | 2º mandato Licenciado, nomeado Secretário Mun. de Indústria e Comércio |
| 7  | José Carlos Prata Moreira (Magé, 07.04.1956–)                         | Partido Socialista Brasileiro (PSB)                | 2.159 | 1,63 | 2º mandato                                                             |
| 8  | Felipe Alves Pires, da Gráfica (Duque de Caxias, 01.09.1981–)         | Partido Trabalhista Brasileiro (PTB)               | 2.144 | 1,62 | 1º mandato                                                             |
| 9  | Carlos da Silva Ferreira, Carlinhos da Ambulância (Magé, 26.04.1956–) | Partido da Social Democracia Brasileira (PSDB)     | 1.878 | 1,42 | 2º mandato                                                             |
| 10 | Álvaro Alencar de Oliveira Rodrigues (Rio de Janeiro, 01.01.1982–)    | Partido dos Trabalhadores (PT)                     | 1.710 | 1,29 | 1º mandato                                                             |
| 11 | Igor Fabiano da Silva Athayde (Rio de Janeiro, 27.09.1979–)           | Partido da República (PR)                          | 1.599 | 1,21 | 1º mandato                                                             |
| 12 | Júlio Henrique de Oliveira Borges, Rico (Rio de Janeiro, 15.06.1960–) | Partido Popular Socialista (PPS)                   | 1.517 | 1,15 | 1º mandato                                                             |
| –  | João Batista Izaias, Joãozinho da Serrana (Magé, 22.10.1968–)         | Partido da Mulher Brasileira (PMB)                 | 1.495 | 1,13 | 2º mandato Assumiu em 01.2018, no lugar de Léo da Vila                 |
| 13 | André Antonio Lopes do Nascimento, Sargento Lopes (Magé, 06.08.1966–) | Partido Democrático Trabalhista (PDT)              | 1.428 | 1,08 | 1º mandato                                                             |
| 14 | Anderson Cassimiro Glicério dos Santos (Magé, 28.10.1983–)            | Partido da República (PR)                          | 1.200 | 0,91 | 1º mandato                                                             |
| 15 | Fábio Duarte de Abreu, Fabinho Duarte (Duque de Caxias, 18.01.1970–)  | Partido Renovador Trabalhista Brasileiro (PRTB)    | 1.157 | 0,88 | 1º mandato                                                             |
| 16 | João Victor Carvalhães Fraga, Família (Magé, 03.07.1990–)             | Partido Social Cristão (PSC)                       | 1.154 | 0,87 | 1º mandato                                                             |
| 17 | Cleversom Vidal Ribeiro, Clevinho Vidal (Magé, 16.04.1982–)           | Partido Renovador Trabalhista Brasileiro (PRTB)    | 1.010 | 0,76 | 1º mandato                                                             |

## Legislatura de 2013–2016
Estes são os vereadores eleitos nas eleições de 7 de outubro de 2012, pelo período de 1° de janeiro de 2013 a 31 de dezembro de 2016:
|    | Nome                                                                       | Partido                                            | Votos | %    | Observações |
| -- | -------------------------------------------------------------------------- | -------------------------------------------------- | ----- | ---- | ----------- |
| 1  | Werner Benites Saraiva da Fonseca (Rio de Janeiro, 08.07.1974–)            | Partido Trabalhista do Brasil (PTdoB)              | 3.276 | 2,71 | 1º mandato  |
| 2  | Silmar Braga de Souza (Magé, 08.04.1974–)                                  | Partido do Movimento Democrático Brasileiro (PMDB) | 3.067 | 2,54 | 1º mandato  |
| 3  | Leandro Hassen Dam Rodrigues (Magé, 15.05.1977–)                           | Partido Republicano Brasileiro (PRB)               | 3.048 | 2,52 | 1º mandato  |
| 4  | Rafael Santos de Souza, Tubarão (2013-2016) (Duque de Caxias, 03.01.1980–) | Partido Popular Socialista (PPS)                   | 2.700 | 2,23 | 1º mandato  |
| 5  | José Carlos Prata Moreira (Magé, 07.04.1956–)                              | Partido Socialista Brasileiro (PSB)                | 2.565 | 2,12 | 1º mandato  |
| 6  | Leonardo Franco Pereira, da Vila (Magé, 08.11.1975–)                       | Partido Progressista (PP)                          | 2.402 | 1,99 | 1º mandato  |
| 7  | Geraldo Cardoso Gerpe, Geraldão (Rio de Janeiro, 01.06.1974–)              | Partido Socialista Brasileiro (PSB)                | 2.316 | 1,91 | 1º mandato  |
| 8  | Eliane Sepúlveda Nascimento (Magé, 01.09.1956–)                            | Partido do Movimento Democrático Brasileiro (PMDB) | 2.234 | 1,85 | 1º mandato  |
| 9  | Pedro Rogério Dutra do Vale (Rio de Janeiro, 30.06.1962–)                  | Partido do Movimento Democrático Brasileiro (PMDB) | 2.230 | 1,84 | 1º mandato  |
| 10 | Eduardo Domingues Marques (Magé, 05.06.1967–)                              | Partido do Movimento Democrático Brasileiro (PMDB) | 2.215 | 1,83 | 1º mandato  |
| 11 | João Batista Izaias, Joãozinho da Serrana (Magé, 22.10.1968–)              | Partido Social Cristão (PSC)                       | 2.066 | 1,71 | 1º mandato  |
| 12 | Miguelângelo Pereira Peligrino, Miguelzinho (Duque de Caxias, 08.06.1960–) | Partido Republicano Brasileiro (PRB)               | 1.952 | 1,61 | 1º mandato  |
| 13 | Vandro Lopes Gonçalves, Família (Rio de Janeiro, 04.08.1977–)              | Partido Trabalhista do Brasil (PTdoB)              | 1.941 | 1,60 | 1º mandato  |
| 14 | Carlos da Silva Ferreira, Carlinhos da Ambulância (Magé, 26.04.1956–)      | Partido da Social Democracia Brasileira (PSDB)     | 1.866 | 1,54 | 1º mandato  |
| 15 | Paulo Roberto Portugal (Petrópolis, 15.05.1959–)                           | Partido Trabalhista Cristão (PTC)                  | 1.829 | 1,51 | 1º mandato  |
| 16 | Joelson Alves de Souza, Joelson do Saco (Magé, 19.10.1971–)                | Partido Popular Socialista (PPS)                   | 1.646 | 1,36 | 1º mandato  |
| 17 | ValdeMiro Ferreira de Amorim (Magé, 11.03.1953–)                           | Partido da Social Democracia Brasileira (PSDB)     | 1.330 | 1,10 | 1º mandato  |

## Legenda
| Cor  | Significado          |
| Bege | Presidente da Câmara |
| Azul | Suplente             |